# Forn de maons

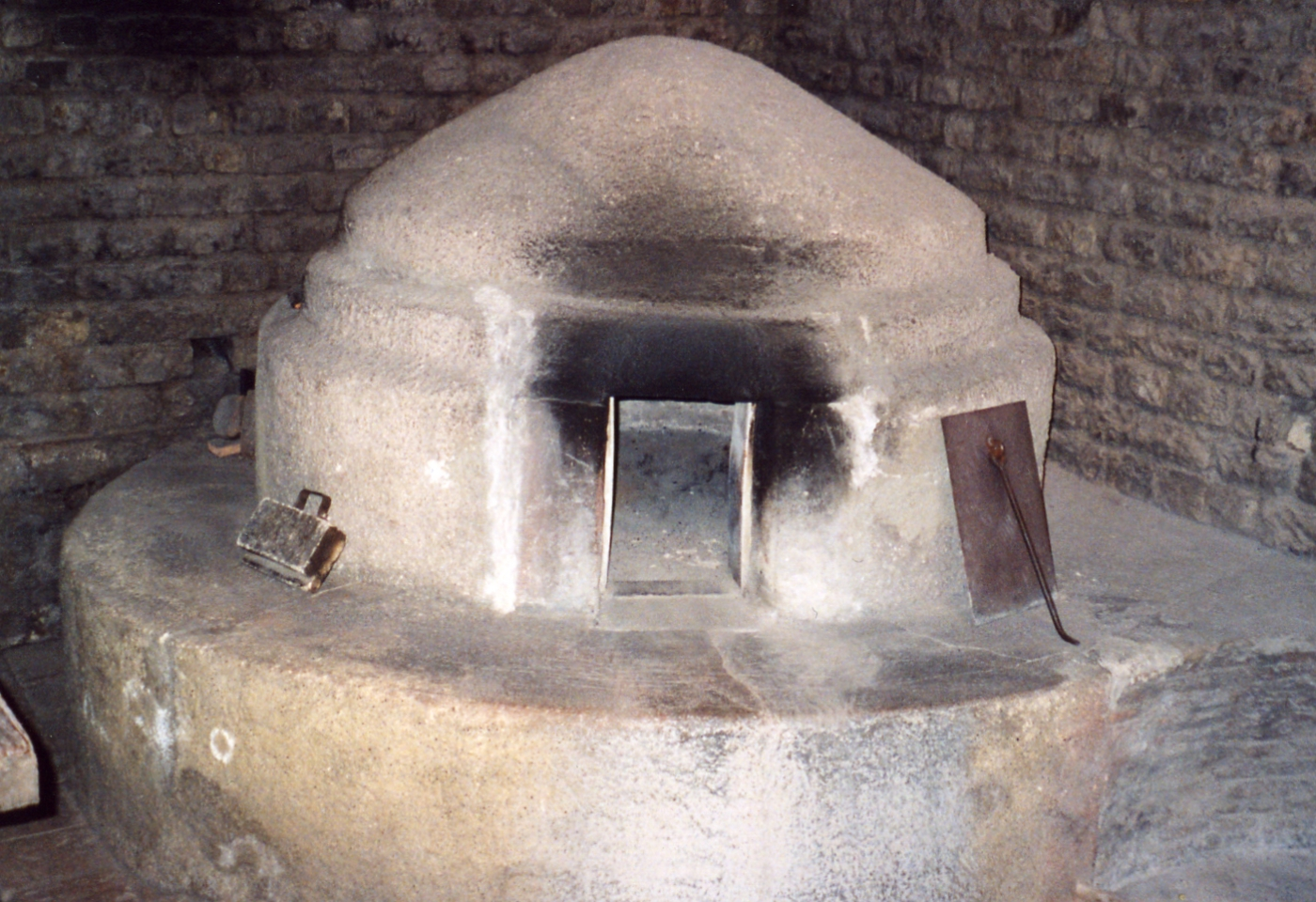
Forn de maons

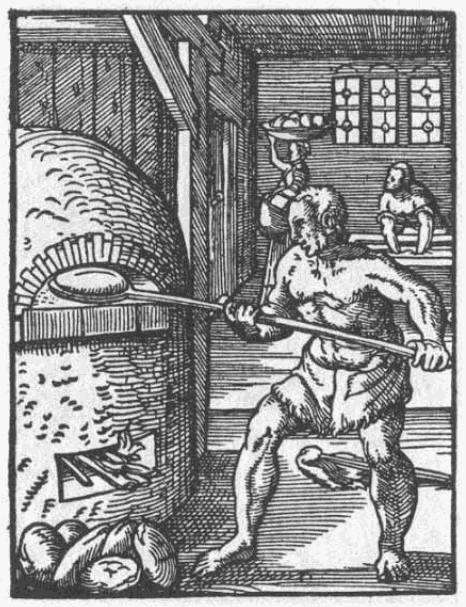
Forn de maons de 1568

El forn de maons, també conegut com a forn de maçoneria, és un dels tipus més antics de calefactor construït per l'home. Emprat pels els nostres avantpassats en el dia a dia, per coure, cuinar, rostir o, en general, per a qualsevol tipus d'elaboració d'aliments a base d'escalfor. Hi ha forns de maons escalfats amb gas o amb calefactors elèctrics.
Al principi tenia forma d'una gran xemeneia de pedra, que es feia servir tant per a la cocció dels aliments com per a la calefacció de la llar. El forn de llenya és força eficaç a l'hora d'escalfar les habitacions i, a més, allibera la calor lentament. El forn Leivinuunit és de construcció tradicional de pedra natural i morter de fang, més tard de maons, i ara el material pot ser més resistent en forns de fosa de masses, i la superfície de la pedra de sabó.

## Models de forn i l'ús de
El forn de maons tradicional és relativament gran, i hi es pot cremar troncs de 70 a 100 cm de longitud. Les xemeneies de maçoneria eren, abans de la invenció de la cambra del forn, encara més àmplies i més altes. Tradicionalment, l'objectiu del forn sempre ha estat cuinar. Karelia Istme també era conegut com a forns de fang senzill i guix colpejat en un motlle. Entre altres coses, al nord de Rússia i Sibèria el tradicional forn de grans dimensions també s'ha utilitzat per al bany.
Per a la cuina tradicional el forn de maons, en un primer pla, podria ser un lloc per cuinar. El forn també es pot utilitzar com a estufa, quan la temperatura del moment es pot mantenir, després de la calefacció, per al foc de l'estufa. Actualment, els tradicionals dissenys s'han modernitzat, i una xemeneia pot combinar llar de foc i el forn, molt sovint, es pot utilitzar per mantenir el foc a la xemeneia i poder cuinar. La massa relativament petita i la capacitat d'emmagatzematge de calor causa un fet: els forns sovint no produeixen suficient per escalfar més.